# Lisa Campo-Engelstein
Lisa Campo-Engelstein é uma bioeticista estadunidense e pesquisadora de fertilidade / contraceptivos. Atualmente, ela trabalha na Divisão Médica da Universidade do Texas como Professora da Cátedra Harris L. Kempner de Humanidades em Medicina, é Diretora do Instituto de Bioética e Humanidades da Saúde, e Professora Associada em Medicina Preventiva e Saúde da População. Ela também é bioeticista feminista com especialização em ética reprodutiva e ética sexual. Ela foi reconhecida na lista da BBC de 100 mulheres mais inspiradoras e influentes de todo o mundo em 2019.

## Educação
Lisa Campo-Engelstein concluiu seu bacharelado em Filosofia no Middlebury College, em 2001, com especialização dupla em Filosofia e pré-medicina e especialização em Sociologia, seguido por seu mestrado e doutorado em Filosofia na Michigan State University, em 2005 e 2009, respectivamente, com foco em bioética e teoria feminista. Ela também obteve um certificado de pós-graduação em consultoria de ética clínica pela Albany Medical College, em 2013. Posteriormente, obteve uma bolsa de pós-doutorado no Oncofertility Consortium, da Escola Feinberg de Medicina, da Northwestern University.

## Pesquisar
A pesquisa de Lisa Campo-Engelstein concentra-se em vários tópicos da ética reprodutiva e ética sexual, como contracepção masculina, preservação da fertilidade, transplante de órgãos sexuais e cirurgias extremas, aborto, bioética queer e estupro. Ela consistentemente pesquisa, escreve, ensina e fala nacionalmente sobre esses tópicos, com notícias de destaque focadas em seu trabalho com contraceptivos masculinos.
Alguns dos principais temas de seus projetos são:
- Contracepção Masculina[8][9][10]
- Bioética Quuer[11][12]
- Ética Sexual[13][14]

## Publicações
Concentrando sua pesquisa em ética reprodutiva, ética sexual e bioética queer, ela tem atualmente mais de 60 artigos revisados por pares, mais de uma dúzia de capítulos de livros e é coeditora de três livros sobre ética reprodutiva.
Campo-Engelstein publicou mais de 50 artigos revisados por pares em revistas como The Hastings Center Report, The Journal of Law, Medicine & Ethics, The American Journal of Bioethics, The Journal of Sexual Medicine, The Journal of Clinical Ethics, The Journal of Ética Médica, The Journal of Medicine & Philosophy, The Journal of Applied Philosophy, The Journal of Bioethical Inquiry, The Kennedy Institute of Ethics Journal, The International Journal of Feminist Approaches to Bioethics, Ethics & Behavior, Contraception, Fertility & Sterility, Human Reproduction Update, Journal of Assisted Reproduction & Genetics, Journal of Andrology, Journal of Urology, entre outros. Ela também co-editou dois livros: Beyond Bioethics: Toward a New Biopolitics (com Osagie K. Obasogie) e Reproductive Ethics: New Challenges & Conversations (com Robert Klitzman).
Livros populares de Campo-Engelstein:
- Ética Reprodutiva – Novos Desafios e Conversas
- Ética Reprodutiva II: Novas Idéias e Inovações
- Oncofertilidade: Perspectivas Éticas, Legais, Sociais e Médicas (Tratamento e Pesquisa do Câncer)

## Prêmios e honras
- 2019 - BBC 100 Women.[16]